# Sugandha
Sugandha (... – 914) fu sovrana del Kashmir nel subcontinente indiano settentrionale durante il X secolo.
Fu la regina consorte del Kashmir dall'885 al 902 grazie al matrimonio con Sankaravarman, re del Kashmir. Regnò come regina reggente del Kashmir fino alla maggiore età di suo figlio, re Gopalavarman, tra il 902 e il 904. Fu dichiarata monarca a pieno titolo nel 904 come Sri Sugandha Deva, regina del Kashmir, quando tutti i successori al trono morirono. Fu detronizzata dai Tantrin nel 906 che installarono Partha come monarca. Sugandha continuò a rivendicare il trono del Kashmir e si ritirò a vivere a Haskapura (l'attuale Ushkur, Baramulla). Nel 914 andò in guerra contro Partha e i Tantrin, ma fu imprigionata e in seguito uccisa nel monastero buddista di Nispalaka Vihara.

## Biografia
Sugandha era figlia di Svamiraja, il re di un regno vicino al Kashmir.

### Regina consorte
Sugandha si sposò con Sankaravarman, che regnò come re del Kashmir dall'885 d.C. al 902 d.C. Aveva almeno altre tre mogli, inclusa una Surendravati, ma Sugangha fungeva da sua regina consorte.
Sankaravarman morì nel 902 a causa di una freccia vagante a Urusha (l'attuale Hazara, Pakistan), di ritorno da una conquista non molto riuscita, dove lo aveva accompagnato anche Sugandha. Dopo la sua morte, gli successe il figlio Gopalavarman. Mentre alcune delle regine e dei servi di Sankaravarman morirono per il rito del sati, la regina vedova Sugandha lo rifiutò per agire come regina madre e reggente per Gopalavarman. Dopo che gli ultimi riti di Sankaravarman furono terminati, Gopalavarman fu incoronato re del Kashmir.

### Regina reggente
Sebbene Sugandha fosse brava a gestire gli affari del regno, traeva piacere dalle indulgenze del corpo. Vari storici l'accusano di essere intima con il suo ministro del tesoro Prabhakaradeva, che descrivono come il suo amante. Prabhakaradeva esercitava autentici poteri regali. Si impegnò in un prolungato furto di tesori statali e infine venne indagato da Gopalavarman. A tempo debito, Prabhakaradeva impiegò un parente Ramadeva per assassinare il re praticando la stregoneria. Gopalavarman morì di febbre e Ramadeva morì suicida, dopo che la sua cospirazione divenne di dominio pubblico.
Dopo la morte di Gopalavarman, suo fratello Sankata divenne re, ma morì misteriosamente dopo dieci giorni. Dopo che il lignaggio di Sankaravarman si estinse, il Kashmir cadde in una tumulto politico. I cortigiani iniziarono a pianificare un colpo di Stato e personaggi pubblici indirono un "Maha Panchayat" per scegliere il sovrano del regno. Poiché Sugandha era piuttosto popolare tra la gente, fu proclamata sovrana del Kashmir.

### Regina regnante
Nel 904 Sugandha assunse il potere reale e governò il Kashmir a pieno titolo. Alcuni storici ritengono che lo abbia fatto con l'intenzione apparente di assicurarlo a suo nipote, il figlio non ancora nato di Jayalakshmi. Governò il Kashmir per due anni (904-906).
Sperava che le sarebbe succeduto il nipote non ancora nato, il figlio di Gopalavarman, ma la gravidanza di sua nuora Jayalakshmi produsse un feto morto. Sugandha, ora disperata, desiderava che le succedesse uno dei suoi parenti di sangue, Nirjitavarman, nipote di Suravarman e fratellastro di Avantivarman, soprannominato "Pangu" (zoppo).
Ella nominò Pangu come successore al trono e per poterlo fare dovette chiedere il consiglio e il permesso dei suoi ministri. La scelta di Sugandha incontrò una notevole resistenza da parte dei ministri e dei Tantrin, a causa della zoppia di Nirjitavarman. Sugandha fu detronizzata dai Tantrin, che installarono al suo posto come monarca Partha, il figlio di dieci anni di Nirjitavarman.

### Ultimi anni
Dopo la sua detronizzazione nel 906, Sugandha si ritirò a vivere a Haskapura (l'attuale Ushkur, Baramulla) continuando a rivendicare il trono del Kashmir.
Nel 914, dopo otto anni di esilio a Haskapura, Sugandha fu convinta dagli Ekanga, guardie del corpo reali e altre fazioni a lei fedeli, a intraprendere una guerra contro Partha e i Tantrin. La feroce battaglia ebbe luogo nella periferia di Srinagar nell'aprile del 914.
Sugandha fu sconfitta e catturata dai Tantrin. Venne imprigionata e successivamente uccisa in un monastero buddista chiamato Nispalaka Vihara. Kalhana osserva: "Strane sono le vie del destino, sempre in discesa e in ascesa".

## Conseguenze
Nel Kashmir altomedievale, il dominio della dinastia Utpala nella Valle del Kashmir era dominato dalla rivalità di due fazioni militari, i Tantrin e gli Ekanga. La loro competizione portò all’insediamento di nuovi monarchi e alla detronizzazione di altri. I Tantrin erano una forte organizzazione di classe militare. I fanti Tantrin avevano formato una confederazione ed erano abbastanza forti da punire o favorire i governanti del regno. Si dice che gli Ekanga fossero guardie del corpo reali, che influenzarono gli affari della corte e dello Stato. Dopo che Sugandha fu sconfitta nel 914, nessuno dei governanti successivi fu in grado di affermare la propria supremazia sui Tantrin.
I proprietari terrieri feudali, conosciuti come damaras, furono infine chiamati a porre fine alla lotta per il potere. Distrussero con successo il potere dei Tantrin, dopo di che i governanti del Kashmir dovettero affrontare le nuove sfide di frenare il potere dei proprietari terrieri, come risulta evidente dagli eventi politici durante il regno della regina Didda.

## Eredità
Alcuni storici definirono il regno di Sugandha "l'età dell'oro" del Kashmir. Lo storico Premnath Bazaz afferma che "era amata dalla gente, godeva della fiducia dei cortigiani ed era ammirata dall'esercito".
Il regno di Sugandha costituisce il primo regno concreto e storicamente verificabile di una sovrana donna nella storia del Kashmir ed essa governò per volere dei suoi sudditi.
Durante il suo regno, Sugandha costruì le città di Sugandhapura e Gopalapura, il tempio di Vishnu Gopalakesava e il monastero di Gopalamatha. Costruì inoltre il Tempio Sugandesha, situato a Pattan, che presenta un santuario quadrato con un portico davanti e un peristilio intorno.
Sankaravarman, insieme a Sugandha, dedicò due templi a Mahadeva, vale a dire Sankara Gauresa e Sugandhesvara nella nuova capitale di Sankarapura. Questi due maestosi templi sono ancora in piedi oggi nella moderna Pattan.
Il conio di Sugandha è un'importante prova corroborante del suo potere e si riferisce a lei con l'epiteto maschile, Sri Sugandha Deva; Ardochsho (Dea Lakshmi) è ritratta seduta in lalitasana nella maggior parte delle monete e la scrittura Sharda è distintamente visibile.

## Sequenza temporale
Note